# Русский Пычас
Русский Пычас — село в Можгинском районе Республики Удмуртии Российской Федерации. 

## География
Деревня находится в юго-западной части республики, в зоне хвойно-широколиственных лесов, в пределах Можгинской низменности, на реке Пычас, на расстоянии примерно 29 километров (по прямой) к северо-востоку от города Можги, административного центра района.

### Климат
Климат характеризуется как умеренно континентальный, с продолжительной холодной многоснежной зимой и относительно коротким тёплым летом. Среднегодовая температура воздуха — 2,4 °С. Средняя температура воздуха самого тёплого месяца (июля) — 18 °C (абсолютный максимум — 36,6 °C); самого холодного (января) — −15 °C (абсолютный минимум — −46,8 °C). Среднегодовое количество атмосферных осадков составляет 340—600 мм, из которых большая часть выпадает в тёплый период. Снежный покров держится в течение 155 дней.

## История
Село Русский Пычас входило в Елабужский уезд Вятской губернии. С 1921 года — в Можгинский уезд ВАО, с июля 1924 года в Ижевский уезд ВАО, с июля 1929 года — в Нылги-Жикьинский район ВАО, с января 1932 года в Можгинский район УАО, с декабря 1934 года в Можгинский район УАССР, с января 1935 года в Нылгинский район УАССР, с марта 1963 года в Можгинский сельский район УАССР, с января 1965 года в Можгинский район УАССР, с октября 1991 года в Можгинский район Удмуртии.
В 2005-2021 годы входил в состав муниципального образования «Мельниковское». С 25 июня 2021 года, после упразднения поселения, входит в муниципальный округ Можгинский район.
В селе находился Мало-Дивеевский Серафимовский женский монастырь, который располагался на территории Александро-Невского храма. Деревянный храм был построен в 1890 году. В 2003 году, из-за отсутствия места для нормального развития монастырской жизни монастырь был переведен в село Норья Малопургинского района.

## Население
| 2008 | 2010 | 2012 |
| ---- | ---- | ---- |
| 523  | ↘474 | ↘455 |

- 2008 год — 523
- 2010 год — 474
- 2011 год — 519

## Инфраструктура
Личное подсобное хозяйство с зоной сельскохозяйственного использования, индивидуальная застройка усадебного типа.
Основа экономики — сельское хозяйство.
Русско-Пычасский сельский дом культуры. Русско-Пычасская средняя общеобразовательная школа

## Транспорт
Остановка общественного транспорта «Русский Пычас» в центре села.